# Brevipalpus ventus
Brevipalpus ventus är en spindeldjursart som beskrevs av Mohammad Nazeer Chaudhri och Akbar 1985. Brevipalpus ventus ingår i släktet Brevipalpus och familjen Tenuipalpidae. Inga underarter finns listade.